# Вельсвебель, Михаил
Михаил Вельсвебель (эст. Mihail Velsvebel; 9 ноября 1926, Курессааре — 21 ноября 2008, Таллин) — советский эстонский легкоатлет, специалист по бегу на средние дистанции. Выступал за сборную СССР по лёгкой атлетике в начале 1950-х годов, победитель первенств всесоюзного и республиканского значения, участник летних Олимпийских игр в Хельсинки. Представлял Таллин и спортивное общество «Спартак».

## Биография
Михаил Вельсвебель родился 9 ноября 1926 года в городе Курессааре, Эстония.
В 1947 году окончил фабрично-заводское училище в Таллине, после чего в течение двух лет работал на кондитерской фабрике «Калев».
Серьёзно заниматься спортом начал в 1946 году, первое время практиковал борьбу, проходил подготовку в таллинском спортивном обществе «Калев» под руководством известного специалиста Эдгара Карловича Пуусеппа. В 1947 году принял участие в эстафете «Таллин — Москва» и с этого времени увлёкся лёгкой атлетикой, стал бегать на средние дистанции в составе таллинского «Спартака», был подопечным тренера Эриха Веэтыусме.
В 1948—1951 годах в общей сложности 11 раз побеждал на первенствах Эстонской ССР: в беге на 1500 и 5000 метров, кроссах и эстафетах. 15 раз попадал в состав эстонской республиканской сборной.
Наивысшего успеха на международном уровне добился в сезоне 1952 года, когда вошёл в состав советской сборной и благодаря череде удачных выступлений удостоился права защищать честь страны на летних Олимпийских играх в Хельсинки. С результатом 3:52.6 благополучно преодолел предварительный квалификационный этап бега на 1500 метров, затем в полуфинале показал такой же результат 3:52.6, которого уже оказалось недостаточно для выхода в решающую стадию соревнований. Позднее на чемпионате СССР в Ленинграде одержал победу в дисциплине 1500 метров.
После завершения спортивной карьеры в 1954—1959 годах тренировал легкоатлетов в таллинском «Спартаке», затем вплоть до 1986 года работал в Министерстве услуг Эстонской ССР.
Умер 21 ноября 2008 года в Таллине в возрасте 82 лет. Похоронен на кладбище Лийва в Таллине.